# Samuel Adams
Samuel Adams (Boston, 27 settembre 1722 – Boston, 2 ottobre 1803) è stato un politico e filosofo statunitense, oltre che uno dei Padri fondatori degli Stati Uniti. La sua opera fu fondamentale per convincere le Tredici colonie a ribellarsi al governo della Gran Bretagna, evento da cui originò la Rivoluzione americana. Dal punto di vista del pensiero politico, fu uno degli architetti del repubblicanesimo, che avrebbe permeato la cultura politica del paese.

## Biografia
Adams crebbe in una famiglia attiva in politica e nella religione. Dopo aver studiato alla Boston Latin School e all'Harvard College, si dedicò agli affari, ma comprese presto che quella non era la sua vita e cominciò ad interessarsi alla cosa pubblica, diventando un importante teorico e scrittore politico. Adams fu tra gli oppositori del controllo britannico sulle Tredici Colonie, sostenendo che esse avrebbero dovuto sciogliere l'unione con la madrepatria e formare una nuova entità indipendente. Sollecitò gli abitanti delle colonie americane a difendere i loro diritti e le loro libertà e guidò incontri pubblici in cui vennero redatte proteste scritte contro l'imposizione di tributi alle colonie da parte del Parlamento inglese, come avvenne nel caso dello Stamp Act (1765). Ebbe un ruolo guida nelle proteste contro lo Stamp Act e negli eventi del Boston Tea Party nel 1773. Partecipò al Congresso Continentale. Sostenne pure la Dichiarazione d'indipendenza al Secondo Congresso continentale.
Dopo il 1776, Adams fu tra i redattori della Costituzione del Massachusetts, assieme a John Adams, suo cugino e a James Bowdoin. In seguito, aiutò nella stesura degli Articoli di Confederazione. Dopo la fine della guerra d'indipendenza, si candidò alle prime elezioni per la Camera dei Rappresentanti, ma non ebbe successo. Eletto vice governatore del Massachusetts nel 1789, dopo la morte del governatore John Hancock nel 1793, Adams ne assunse le funzioni fino al gennaio dell'anno seguente, quando venne eletto alla carica, che ricoprì fino al giugno del 1797, quando si ritirò dalla politica. Morì sei anni dopo, il 2 ottobre 1803.

## Opere
- Lettera circolare del Massachusetts (con James Otis Jr.).

## Cultura di massa
- Samuel Adams appare in Assassin's Creed III ed è un alleato degli Assassini e lavorò in stretto contatto con Connor.
- È il personaggio principale della miniserie televisiva Sons of Liberty.
- È uno dei personaggi principali del film Netflix America: il film.